# Eragrostis ciliaris
Eragrostis ciliaris là một loài thực vật có hoa trong họ Hòa thảo. Loài này được (L.) R.Br. mô tả khoa học đầu tiên năm 1818.